# Nahre Sol
Nahre Sol (* 1991), bürgerlicher Name Alice Gi-Young Hwang, ist eine koreanisch-amerikanische Komponistin, Pianistin und YouTuberin.

## Ausbildung
Nahre Sol besuchte die Orange County High School of the Arts in Santa Ana, Kalifornien und machte 2009 als Jahrgangsbeste ihren Abschluss an der Idyllwild Arts Academy, wobei sie den Preis „The Most Outstanding Arts Student“ (deutsch: Herausragendste Studentin der Künste) erhielt.
Sie studierte bei Matti Raekallio an der Juilliard School in New York und schloss 2013 mit „Bachelor of Music - Klavier“ ab. Anschließend wurde sie Stipendiatin der Glenn Gould School des Royal Conservatory of Music in Toronto, Kanada, studierte dort bei John O’Conor und erhielt 2015 das „graduate diploma“. Darüber hinaus nahm sie als Stipendiatin an Meisterkursen der Internationalen Mendelssohn-Akademie Leipzig
und an den International Holland Music Sessions teil.
Sie erhielt 2013 den Fulbright-Harriet Hale Woolley Award in the Arts Grant, der ihr ein Studium in Paris bei Gabriel Tacchino und Narcis Bonet, Schülern von Francis Poulenc und Nadia Boulanger, ermöglichte.

## Wettbewerbe und Auszeichnungen
Bereits 2005, mit 14 Jahren, war Sol bei den Redlands Bowl Young Artists Auditions erfolgreich.
Sie gewann unter anderem eine Auszeichnung der Sarra and Emmanuil Senderov Awards der Arizona State University für die „herausragendste Darbietung eines Stücks eines russischen Komponisten“ bei der 3. Schimmel USASU International Piano Competition 2008
sowie die Bronislaw Kaper Awards 2008 für junge Künstler.
Sie nahm auch an Wettbewerben wie der William Kapell International Piano Competition und der National Chopin Competition 2015 in Miami, Florida, teil.

## Werk

### Traditionelle Klavierkarriere
Während ihrer Zeit bei Juilliard war Sol Mitbegründerin des T.R.I.O.-Projekts (Lehren und Reagieren durch Internet-Outreach).
Sie steuerte auch eine Reihe von Aufnahmen der Chopin-Scherzi zu einer
Zusammenstellung von Chopins Werken bei, die von Musopen unter einer Public-Domain-Lizenz veröffentlicht wurden.
In Toronto war sie Co-Direktorin des Kammermusik-Kollektivs Happenstance.

### YouTube-Künstlerin
Nach ihrem Abschluss an der Glenn Gould School gab Sol ihre traditionelle Klavierkarriere auf und arbeitete einige Zeit als Werbefotografin, bevor sie ihre musikalischen Aktivitäten mit einigen YouTube-Videos unter dem Oberbegriff und in der Playlist „Practice Notes“ (dt.: Übungsnotizen) wieder aufnahm. Der Name Nahre Sol ist ein Spitzname, den sie von ihrem Vater erhielt.

### Anerkennung als Nahre Sol
Nahre Sol ist vor allem für ihren YouTube-Kanal mit rund 729.000 Abonnenten (Stand Juni 2024) und als Co-Moderatorin der PBS Digital Studios-Show „Sound Field“ bekannt.
Sie war außerdem Gastmoderatorin von NPRs Radioprogramm Performance Today, erstellte ein Video für das Wired-Magazin, trat als Gast auf dem Online-Kanal Physics Girl auf und arbeitete mit anderen Komponisten und Musikern wie z. B. David Bruce und Ben Levin zusammen.
Bei den 12. Annual Shorty Awards 2020 wurde sie in der Kategorie „Beste YouTube-Musikerin“ nominiert.
Der Blog Pianote präsentierte ihren YouTube-Kanal im Jahr 2021 auf Platz 1 seiner Liste der besten YouTube-Pianisten.
Sie war Gastkünstlerin beim Costa Rica Piano Festival 2018.

### Komposition
Als Komponistin erhielt Nahre Sol Werkaufträge vom Manitoba Chamber Orchestra in Winnipeg (Kanada)
und ihre Musik wurde in dem Film Boss Baby – Schluss mit Kindergarten verwendet.
Im Jahr 2021 veröffentlichte sie ein digitales Album mit dem Titel Alice im Wunderland.

### Creator in Residence
Im Juni 2023 wurde Sols Engagement als Creator in Residence für die Saison 2023/24 in der Elbphilharmonie in Hamburg bekannt gegeben.
Sie ist damit seit September die erste Medienschaffende, die diese neu geschaffene Rolle übernommen hat.
SAT1 nannte sie „die neue Influencerin für die Elbphilharmonie“, und der Intendant, Christoph Lieben-Seutter, sagte dazu: „Wir … schau'n mal wie's lauft. … Bis jetzt sind wir sehr happy.“ Laut Pressesprecher Martin Andris wurden die im Rahmen der Residenz entstandenen Videos über 13,5 Millionen Mal angeschaut.